# Pistola-metralhadora
MP 40 (Alemanha Nazista).
Pistola-metralhadora (português europeu) ou submetralhadora (português brasileiro), ou ainda metralhadora de mão, é uma arma automática que pode eventualmente ter seletor de tiro: semiautomático, rajadas de 2 tiros, de 3 tiros e rajada contínua. Tem tamanho reduzido para uso de mão, sem fixação por tripé, utilizando um calibre usual de pistolas, como o 9x19mm Parabellum, .45 ACP e .40 S&W. A utilização mais adequada é em tiro instintivo a pequenas distâncias, visto que sua precisão é prejudicada pela elevada cadência de tiro.
A denominação "pistola-metralhadora" é mais comum em Portugal e as denominações metralhadora de mão (terminologia militar) ou submetralhadora (mídia) no Brasil - esse termo foi cunhado por John T. Thompson, para descrever seu conceito de projeto como uma arma de fogo automática com menos poder de fogo do que uma metralhadora (daí o prefixo "sub") . Como uma metralhadora deve disparar cartuchos de fuzil para ser classificada como tal, as submetralhadoras não são consideradas metralhadoras. No passado, algumas variantes deste tipo de armas eram denominadas "carabinas metralhadoras", "mosquetes automáticos" ou "mosquetes-metralhadores".

A submetralhadora foi desenvolvida durante a Primeira Guerra Mundial (1914-1918) como uma arma ofensiva de curta distância, principalmente para ataques de trincheiras. No seu auge, durante a Segunda Guerra Mundial (1939-1945), milhões de submetralhadoras foram fabricadas para tropas de assalto e auxiliares cujas doutrinas enfatizavam o fogo supressivo de curta distância. Novos projetos de submetralhadoras apareceram com frequência durante a Guerra Fria, especialmente entre forças especiais, comandos de operações secretas e soldados de infantaria mecanizados. O uso de submetralhadoras para combate na linha de frente diminuiu nas décadas de 1980 e 1990 e, no início do século XXI, as submetralhadoras foram amplamente substituídas por fuzis de assalto, que têm um alcance efetivo mais longo, maior poder de freamento e podem penetrar melhor nos capacetes e trajes de proteção usadas pelos soldados modernos. No entanto, ainda são usadas pelas forças de segurança, unidades táticas da polícia e guarda-costas para combate em ambientes confinados porque são "uma arma do calibre de uma pistola, fácil de controlar e com menor probabilidade de penetrar excessivamente no alvo".